# Alimpești, Gorj
Alimpești este satul de reședință al comunei cu același nume din județul Gorj, Oltenia, România.

## Vezi și
- Biserica de lemn din Alimpești

## Imagini

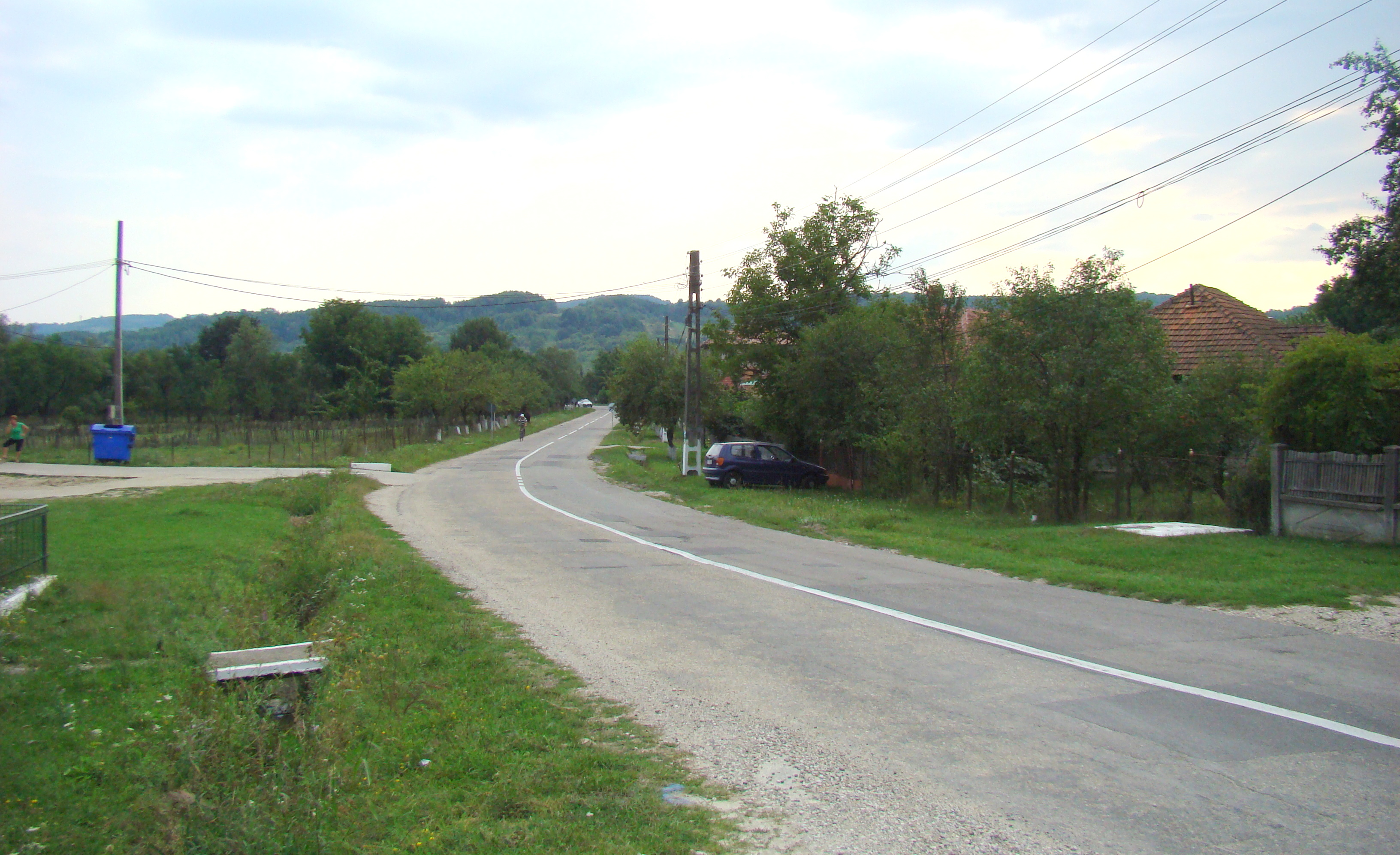
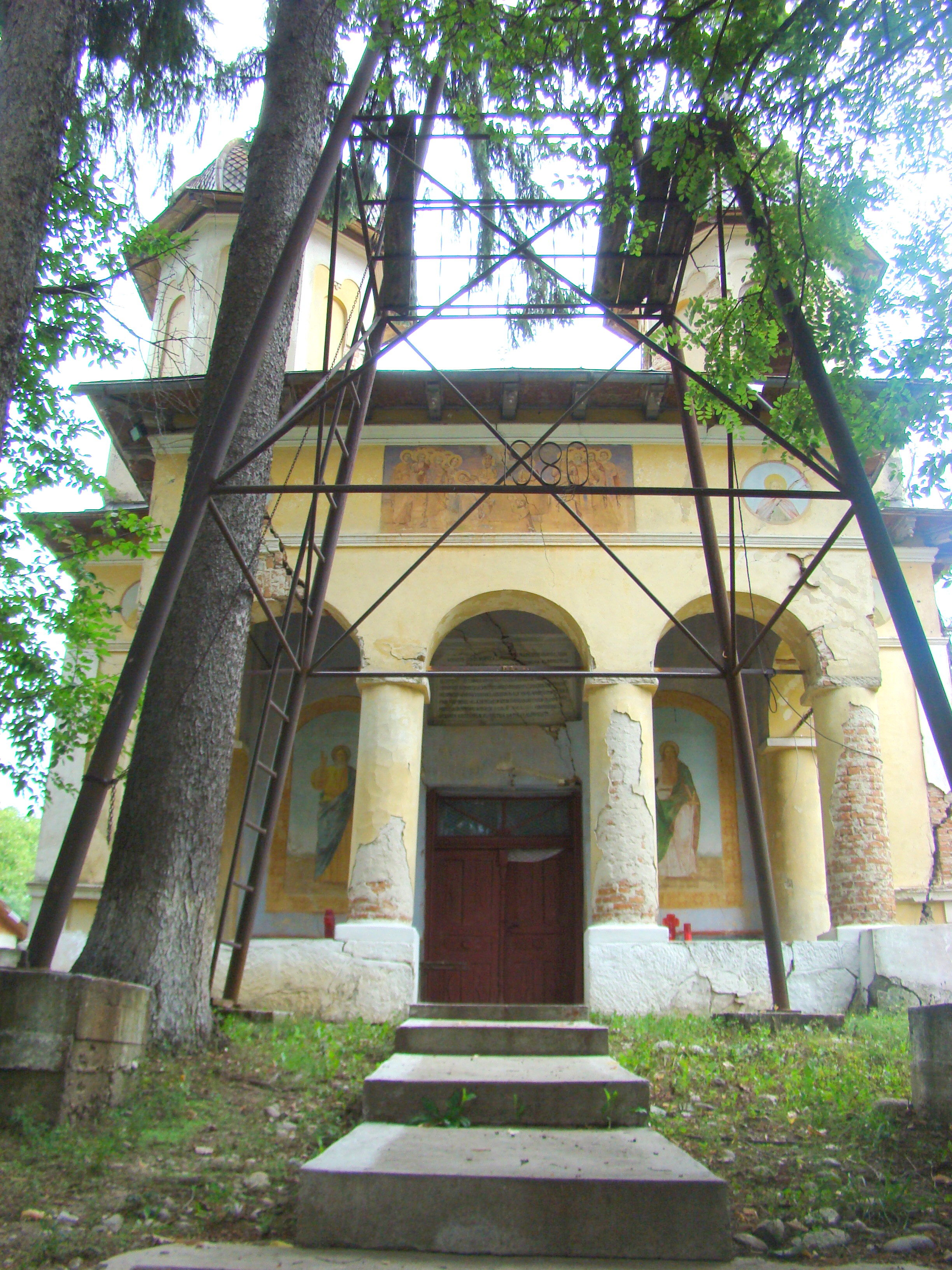
Biserica „Adormirea Maicii Domnului” (1911)
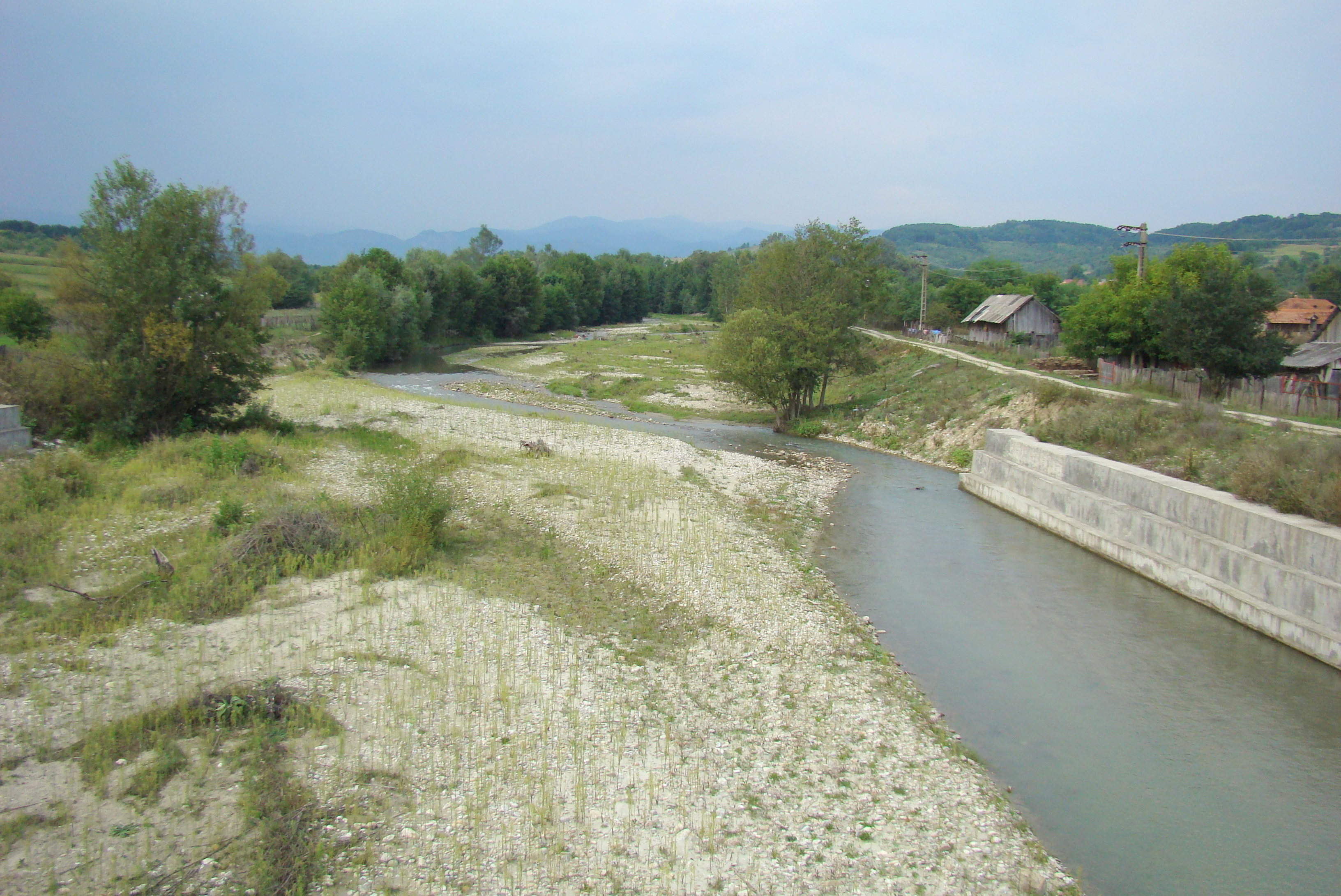
Râul Olteţ la Alimpeşti
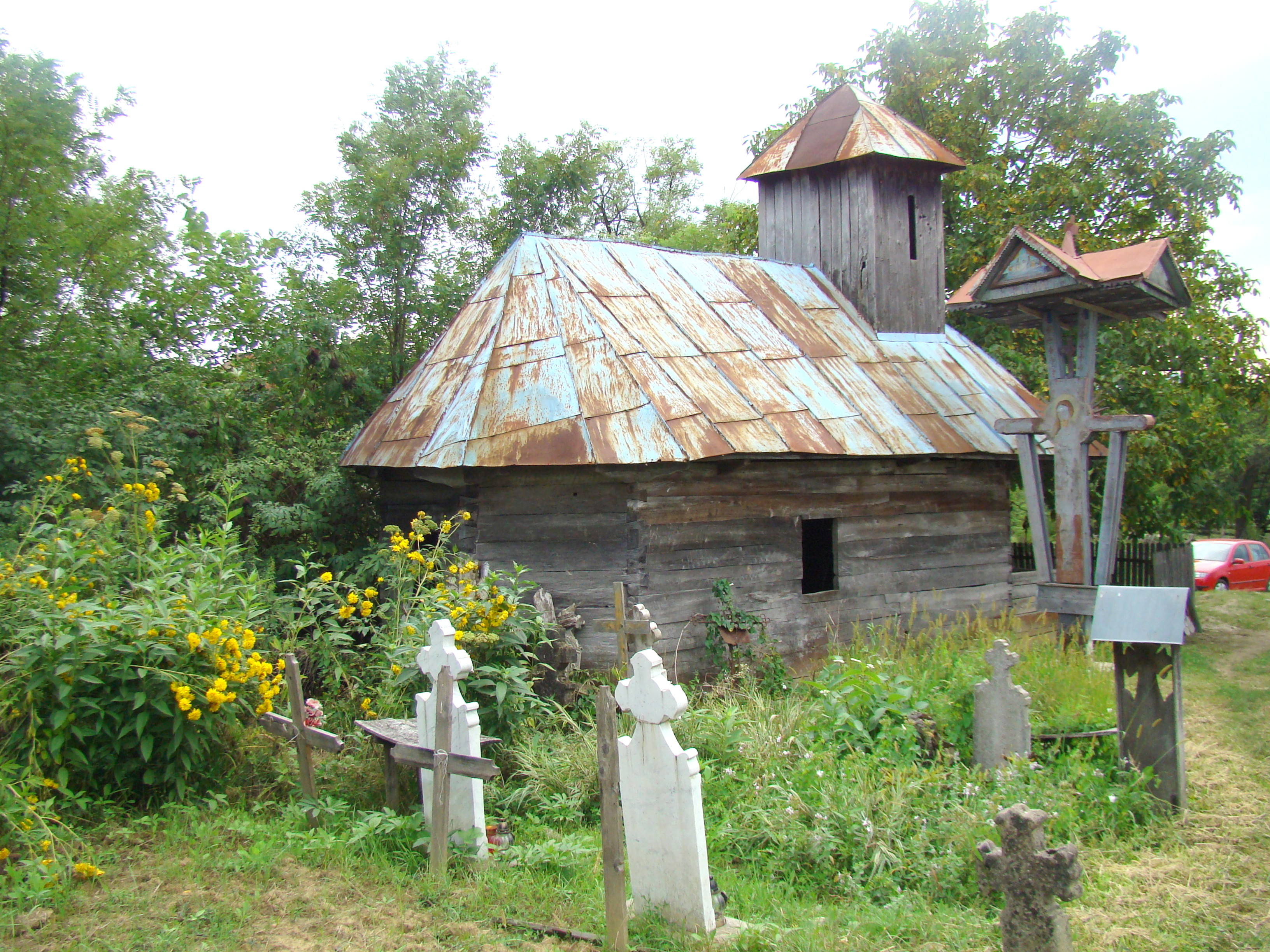
Biserica de lemn „Sfinţii Îngeri” (monument istoric)
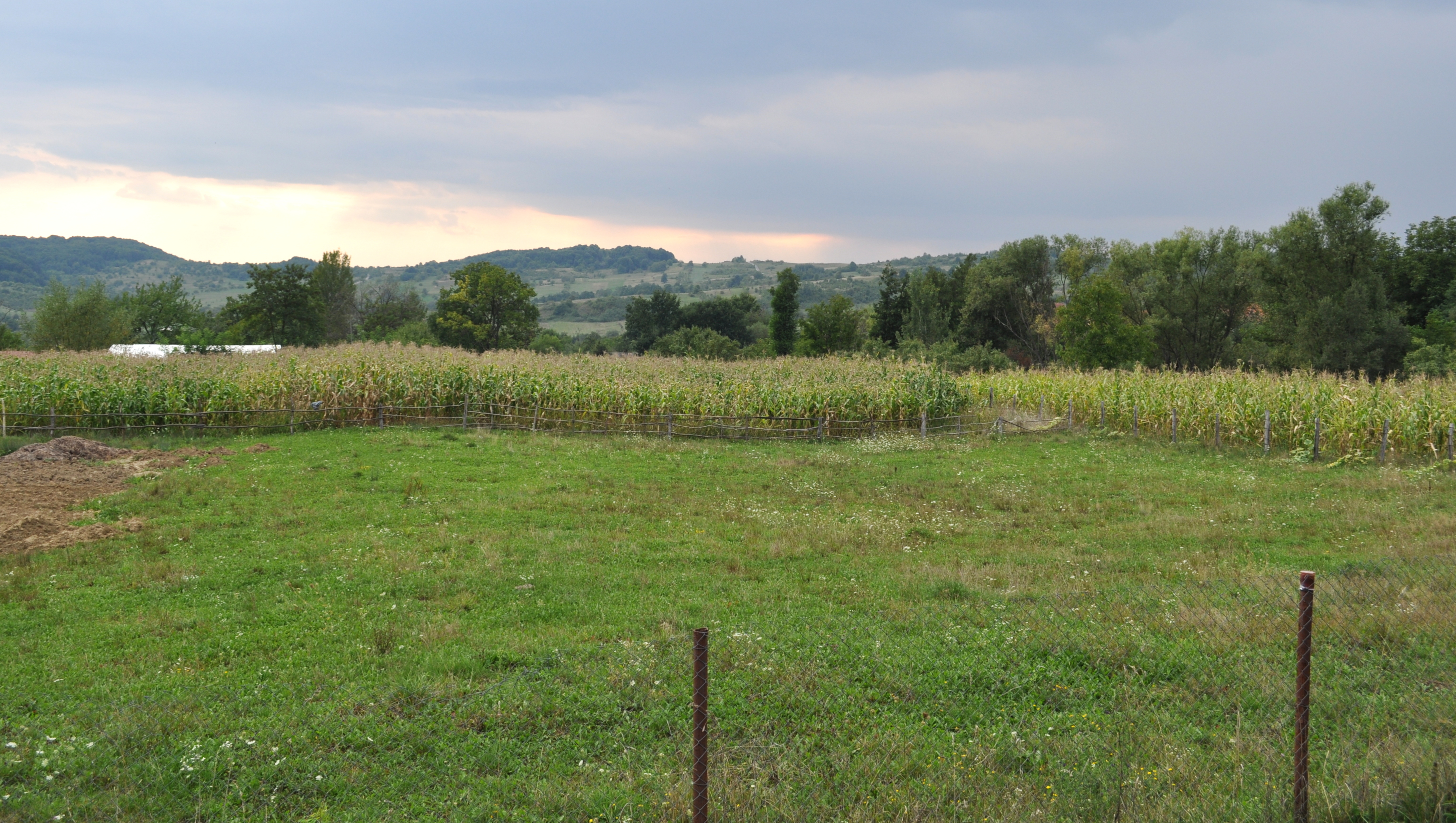